# Prvenstvo Jugoslavije u ragbiju 1960.
Prvenstvo Jugoslavije u ragbiju za 1960. drugu godinu za redom je osvojila momčad Partizan iz Beograda.

## Ljestvica
| poz. | klub              | ut. | pob. | rem. | por. | poeni | bod. |
| ---- | ----------------- | --- | ---- | ---- | ---- | ----- | ---- |
| 1.   | Partizan Beograd  | 2   | 2    | 0    | 0    | 24:7  | 4    |
| 2.   | Mladost Zagreb    | 2   | 1    | 0    | 1    | 22:30 | 2    |
| 3.   | Jedinstvo Pančevo | 2   | 0    | 0    | 2    | 22:31 | 0    |